# Vyšný Orlík
Vyšný Orlík es un municipio del distrito de Svidník en la región de Prešov, Eslovaquia, con una población estimada a final del año 2024 de 385 habitantes.
Se encuentra ubicado en el centro-norte de la región, cerca del río Ondava (cuenca hidrográfica del río Tisza) y de la frontera con  Polonia.

## Demografía
| Año        | 1994 | 2004     | 2014    | 2024    |
| ---------- | ---- | -------- | ------- | ------- |
| Población  | 367  | 413      | 376     | 385     |
| Diferencia |      | +12,53 % | −8,95 % | +2,39 % |

| Año        | 2023 | 2024 |
| ---------- | ---- | ---- |
| Población  | 385  | 385  |
| Diferencia |      | +0 % |